# Prasco
Prasco là một đô thị ở tỉnh Alessandria trong vùng Piedmont của Italia, có vị trí cách khoảng 80 km về phía đông nam của Torino và khoảng 30 km về phía nam của Alessandria. Tại thời điểm ngày 31 tháng 12 năm 2004, đô thị này có dân số 535 người và diện tích là 6,1 km².
Prasco giáp các đô thị: Cremolino, Morbello, Morsasco, và Visone.